# Ministerio Público (Argentina)
El Ministerio Público de Argentina es un organismo constitucional independiente y con autonomía funcional y financiera, con la función de promover la actuación de la justicia. El Ministerio Público es considerado por parte de la doctrina como un cuarto poder, en tanto que otra parte sostiene que se trata de un órgano extra poder.
Se trata de un organismo bicéfalo, integrado por el Ministerio Público Fiscal, dirigido por el procurador general de la Nación y encargado de la acción de los fiscales, y el Ministerio Público de Defensa dirigido por el defensor general de la Nación y encargado de la acción de los defensores oficiales o públicos. El Defensor del Pueblo no forma parte de este organismo, sino que constituye un órgano independiente en el ámbito del Congreso de la Nación, con autonomía funcional.
Los fiscales son los encargados de defender los intereses públicos en los procesos judiciales, instando la acción pública, en tanto que los defensores públicos son los encargados de defender los derechos de las personas perseguidas por los tribunales del país o que, por alguna circunstancia no pueden ejercer su defensa, como en el caso de los menores, incapaces o afectados por discriminaciones.

## Normativa
El Ministerio Público de Argentina es un órgano constitucional, regulado en sus pautas básicas por el artículo 120 de la Constitución Nacional:

Sección Cuarta - Del Ministerio Público.
Artículo 120.- El ministerio Público es un órgano independiente con autonomía funcional y autarquía financiera, que tiene por función promover la actuación de la justicia en defensa de la legalidad de los intereses generales de la sociedad, en coordinación con las demás autoridades de la República.
Está integrado por un procurador general de la Nación y un defensor general de la Nación y los demás miembros que la ley establezca.
Sus miembros gozan de inmunidades funcionales e intangibilidad de remuneraciones.
Artículo 120 de la Constitución Argentina.

Su estructura orgánica y funciones se encuentran reglamentadas por la Ley 24.946 del Ministerio Público, sancionada en 1998.

## Dependencias

### Ministerio Público Fiscal de la Nación
El Ministerio Público Fiscal está dirigido por el procurador general de la Nación. El procurador general de la Nación es el jefe de todos los fiscales que actúan ante tribunales nacionales, y a la vez, él mismo, es el fiscal ante la Corte Suprema de Justicia de la Nación. En su función como fiscal de la Corte Suprema, dirige la tarea de los Procuradores Fiscales ante la Corte Suprema.
El Ministerio Público Fiscal también tiene un cuerpo denominado Fiscalía de Investigaciones Administrativas, encargada de investigar los posibles actos de corrupción en el Poder Ejecutivo Nacional.

### Ministerio Público de la Defensa
El Ministerio Público de la Defensa de la Nación Argentina es una institución de defensa y protección de derechos humanos que busca garantizar el acceso a la justicia y la asistencia jurídica integral, en casos individuales y colectivos, de acuerdo a los principios, funciones y previsiones establecidas en la Ley 27 149 en la Argentina. Promueve toda medida tendiente a la protección y defensa de los derechos fundamentales de las personas, en especial de quienes se encuentren en situación de vulnerabilidad.
A la institución le corresponde velar por la garantía de la debida defensa en juicio de aquellas personas que acceden al servicio de la defensa pública (si se reúnen los requsitos que exige la ley para su prestación). Se encuentra organizado sobre la base de distintas especializaciones y cumplen diferentes roles tanto en la esfera judicial como en la extrajudicial. Asumen la defensa técnica en un juicio civil o penal; ejercen la tutela de niños y adolescentes huérfanos o en conflicto con sus representantes legales, o la curatela de las personas declaradas judicialmente dementes o inhabilitadas; llevan adelante la representación promiscua prevista en el art. 59 del Código Civil para reasegurar la defensa de los intereses de los aún llamados "menores e incapaces".